# Duș

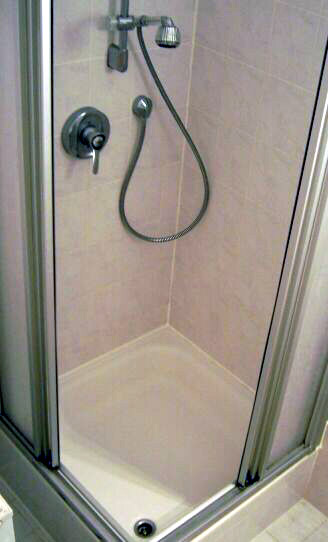
Cabină de duș cu uși glisante

Un duș, adesea instalat într-o cabină de duș, face parte dintr-o baie modernă. Servește la curățarea corporală rapidă și completă, și are un efect igienic prin folosirea apei (de obicei caldă, adesea în combinație cu săpun, șampon sau gel de duș).

## Tipuri de instalare
Dușul poate fi instalat într-o cabină de duș, direct pe perete sau integrat într-o cadă.

### Cabină de duș
Cabina de duș este o instalație sanitară formată din pereți, uși glisante și un furtun prevăzut cu un capăt.